# Jamalpur, Bihar

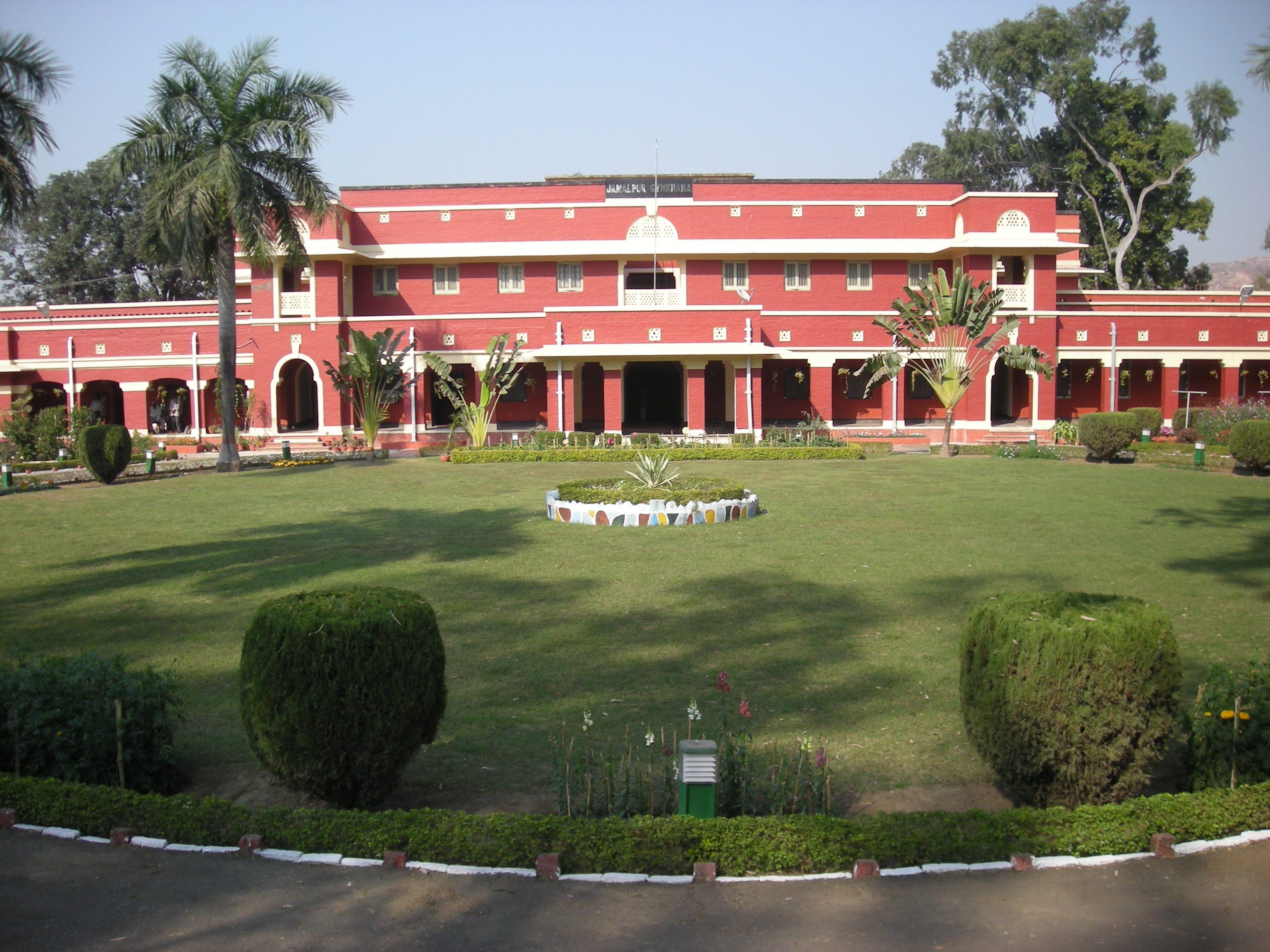
Jamalpur Gymkhana.

Jamalpur är en stad i delstaten Bihar i Indien, och tillhör distriktet Munger. Folkmängden uppgick till 105 434 invånare vid folkräkningen 2011.